# Repülőbaleset a dallasi légibemutatón
A dallasi légi baleset 2022. november 12-én történt, amikor két második világháborús harci repülőgép összeütközött a Wings over Dallas nevű légi parádén, a Dallas Executive Airport légterében. A balesetben hatan haltak meg, öten a bombázón, valamint a vadászrepülő pilótája.
A szerencsétlenség akkor történt, amikor kis magasságban egy Bell P–63 Királykobra repülőgép hátulról belecsapódott egy B–17-es nehézbombázóba, és kettévágta azt. Mindkét repülő a földnek csapódott, és kigyulladt. A földön tartózkodó több ezer ember közül senki nem sérült meg.

## Külső média
- A baleset felvétele a YouTube-on